# Gymnastikens Hus

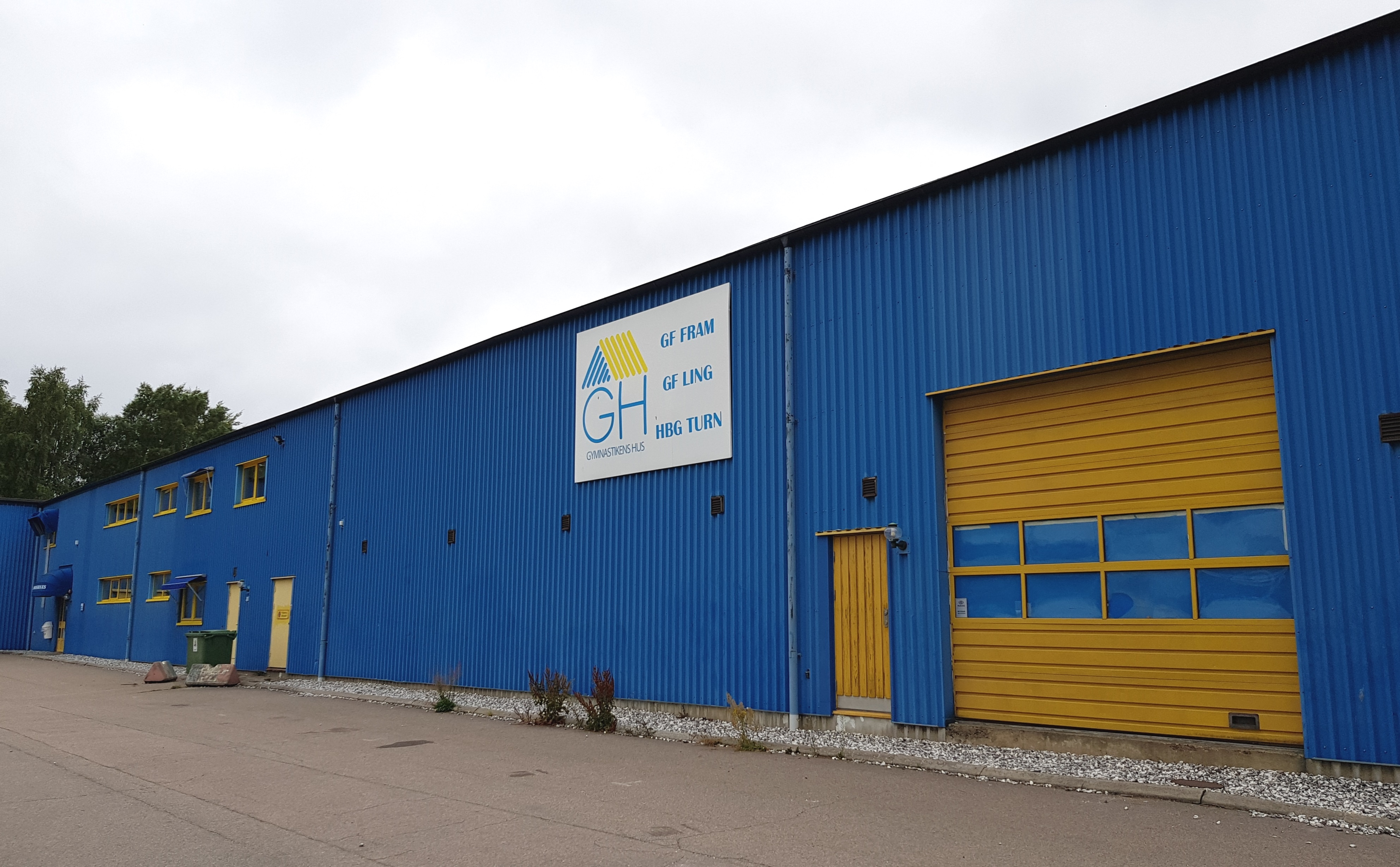
Gymnastikens Hus den 6 juli 2018.

Gymnastikens Hus är en sporthall för gymnastik på Ättekulla i södra Helsingborg. Huset är känt för att innehålla Sveriges första grophall för landning vid hopp och frivolter.
Huset byggdes i privat regi i början av 1960-talet av familjen Engström, som drev isoleringsfirman A. Engströms Isolering. Från början benämndes bygget Engströms Sportcenter och rymde ursprungligen ett flertal sporter förutom gymnastiken. Det fanns banor för bland annat squash och badminton, men fokus kom efterhand att hamna på gymnastiken. Den 1 januari 1984 övertog de lokala gymnastikföreningarna verksamheten. Genom Helsingborgs Gymnastikförbund bildades samma år Stiftelsen Gymnastikens hus i Helsingborg, som köpte huset av familjen Engström. I stiftelsen, som än idag äger huset, ingår Helsingborgs Gymnastikförbund, GF Fram, GF Ling, Helsingborgs Turnförening. Sedan den 1 juli 1994 står Ingemar Strand som entreprenör för driften.
Gymnastikens Hus har tre hallar, bland annat en modern, tillbyggd hall för truppgymnastik med trampolin, MD-grop och tumblinggolv på 800 kvadratmeter. I denna hall tränar europamästarna 2008, GF Ling, Helsingborgs Turnförenings herr- och damelitlag och GF Fram. Av de andra hallarna används den större, med en yta på 450 kvadratmeter som även inrymmer badmintonbanor, även till skolidrott. Den minsta hallen är på 250 kvadratmeter och används främst för barngymnastik. I anknytning till hallarna finns även en sovsal och kök, vilka används vid till exempel gymnastikläger.